# Mewar
Mewar (hindi मेवाड़) – region historyczny w południowo-wschodniej części indyjskiego stanu Radżastan. Główne miasta to Udaipur i Chittaurgarh.

## Geografia
Ze względu na fakt, że Mewar jest usytuowany na południowy wschód od pasma Arawali i deszcze monsunowe docierają doń bez przeszkód, Mewar jest regionem znacznie bardziej wilgotnym niż strefa pustyń i półpustyń położona na północ i zachód od tego pasma. Większość opadów przypada na miesiące letnie (czerwiec-wrzesień).

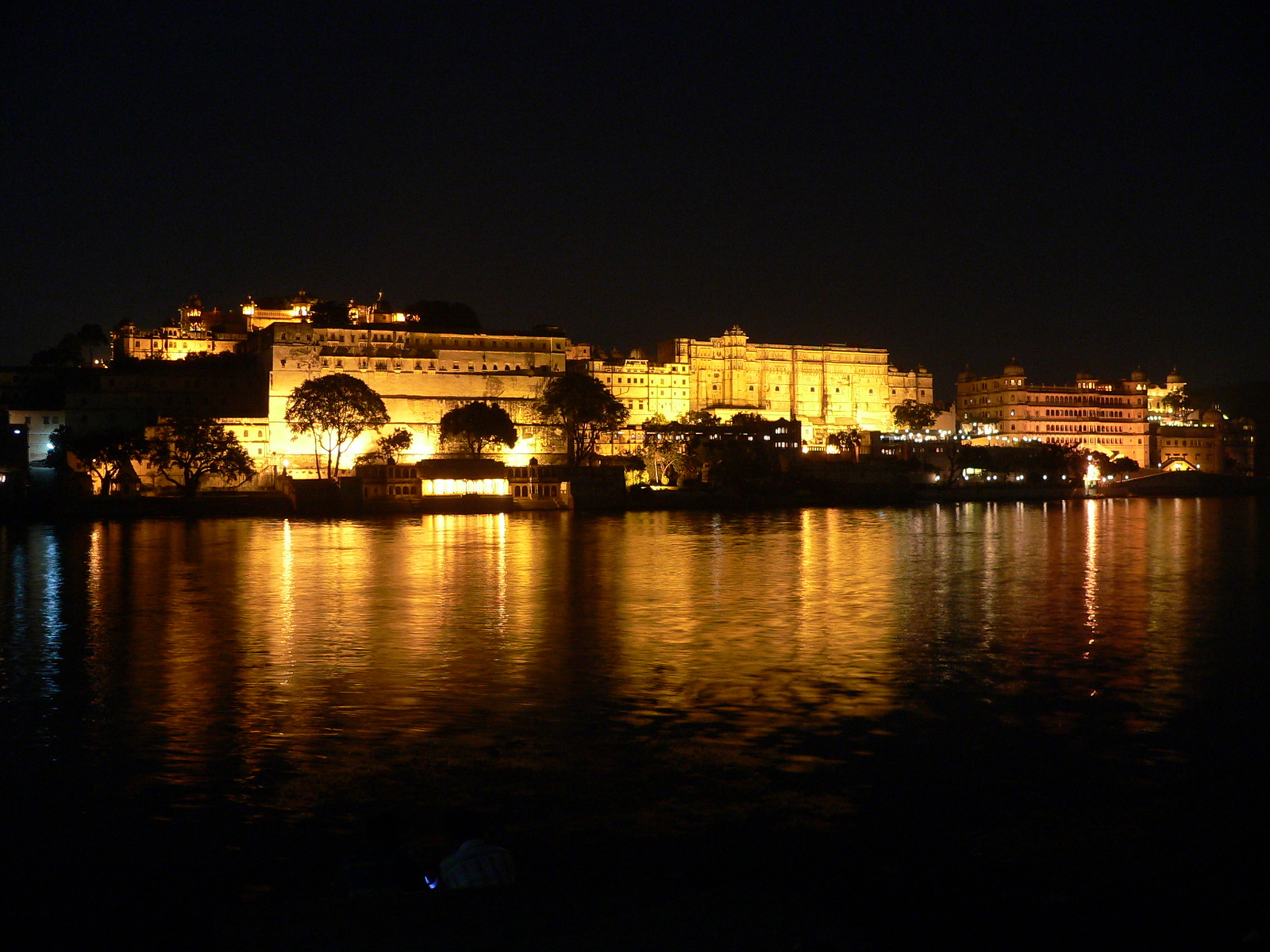
Pałac maharadży Udajpuru

Położenie Mewaru na mapie Indii

## Historia
Mewar był przez wieki niepodległym królestwem radżpuckim. Najsłynniejszym z władców był Rana Pratap. W XVI w. Mewar został uzależniony od cesarstwa Wielkich Mogołów, zaś w czasach brytyjskich został księstwem (tzw. princely state), zależnym od korony brytyjskiej.

## Język
Większość mieszkańców posługuje się językiem mewari oraz hindi (urzędowy).

## Kultura
Obchody święta regionu Mewar odbywają się corocznie w Udajpurze  na przełomie marca i kwietnia. Połączone są ze świętowaniem rozpoczęcia pory wiosennej i dedykowane bogini Gauri. Miejscem oficjalnych uroczystości jest Gangaur ghat nad jeziorem Pichola.